# Chevron B41
Chevron B41 – samochód Formuły 1, zaprojektowany przez Dereka Bennetta i skonstruowany przez Chevron Cars Ltd. Nigdy nie wziął udziału w Mistrzostwach Świata Formuły 1, ale rywalizował w Brytyjskiej Formule 1 w latach 1979–1980.

## Historia
Samochód powstał z inicjatywy założyciela Chevron, Dereka Bennetta, który chciał wprowadzić swoją firmę do Formuły 1. Bennett był także projektantem pojazdu. Model B41 był oparty na ścigającym się w Formule 5000 Chevronie B37. W przeciwieństwie do innych samochodów Formuły 1 tamtego czasu nie wykorzystywał efektu przyziemnego, stanowiąc w głównej mierze platformę do testowania zawieszenia; aerodynamikę planowano rozwinąć później. Jednakże w marcu 1978 roku Bennett zmarł, wskutek czego samochód został sprzedany Grahamowi Edenowi. Eden zdołał uzyskać sponsoring firmy Durex i wystawił pojazd w Brytyjskiej Formule 1 w 1979. Najlepszym rezultatem był wyścig na Zolder, kiedy to Tiff Needell w deszczowych warunkach zajął drugie miejsce. Pod koniec sezonu samochód przejęli Ray Mallock, David Leslie i Kim Mather.
Po jednym występie Mike'a Wildsa w 1980 roku samochód został sprzedany do Szwecji.

## Wyniki w Brytyjskiej Formule 1
| Legenda oznaczeń w tabelach wyników Wyświetl szablon na nowej stronie | Legenda oznaczeń w tabelach wyników Wyświetl szablon na nowej stronie                                                                     |
| Oznaczenie                                                            | Wyjaśnienie |
| --------------------------------------------------------------------- | --- |
| Złoty                                                                 | Zwycięzca lub mistrzostwo |
| Srebrny                                                               | 2. miejsce lub wicemistrzostwo |
| Brązowy                                                               | 3. miejsce lub II wicemistrzostwo |
| Zielony                                                               | Ukończył, punktował (w klasyfikacji generalnej, gdy zdobył co najmniej jeden punkt na przestrzeni sezonu, poza trzema powyższymi opcjami) |
| Niebieski                                                             | Ukończył, nie punktował (w klasyfikacji generalnej, gdy nie zdobył co najmniej jednego punktu na przestrzeni sezonu)                      |
| Czerwony                                                              | Nie zakwalifikował się (NZ) |
| Czerwony                                                              | Nie prekwalifikował się (NPK) |
| Różowy                                                                | Nie ukończył (NU) |
| Różowy                                                                | Niesklasyfikowany (NS) (w klasyfikacji generalnej, gdy nie został sklasyfikowany w żadnym wyścigu sezonu)                                 |
| Czarny                                                                | Zdyskwalifikowany (DK) |
| Czarny                                                                | Wykluczony (WYK/EX) |
| Biały                                                                 | Nie wystartował (NW) |
| Biały                                                                 | Kontuzjowany (K/INJ) |
| Biały                                                                 | Wyścig odwołany (OD/C) |
| Bez koloru                                                            | Został wycofany (WYC/WD) |
| Bez koloru                                                            | Nie przybył (NP/DNA) |
| Bez koloru                                                            | Nie brał udziału w treningach (NT/DNP) |
| Bez koloru                                                            | Nie został zgłoszony (–) |
| Pogrubienie                                                           | Start z pole position |
| Kursywa                                                               | Najszybsze okrążenie wyścigu |
| †                                                                     | Nie ukończył, ale jego rezultat został zaliczony ze względu na przejechanie więcej niż 90% dystansu wyścigu.                              |
| *                                                                     | Sezon w trakcie |
| 1/2/3                                                                 | Punktowana pozycja w sprincie kwalifikacyjnym                                                                                             |
| Lista systemów punktacji Formuły 1                                    | |

| Sezon | Zespół             | Silnik | Kierowcy     | Wyniki w poszczególnych eliminacjach | Wyniki w poszczególnych eliminacjach | Wyniki w poszczególnych eliminacjach | Wyniki w poszczególnych eliminacjach | Wyniki w poszczególnych eliminacjach | Wyniki w poszczególnych eliminacjach | Wyniki w poszczególnych eliminacjach | Wyniki w poszczególnych eliminacjach | Wyniki w poszczególnych eliminacjach | Wyniki w poszczególnych eliminacjach | Wyniki w poszczególnych eliminacjach | Wyniki w poszczególnych eliminacjach | Wyniki w poszczególnych eliminacjach | Wyniki w poszczególnych eliminacjach | Wyniki w poszczególnych eliminacjach | Wyniki kierowców | Wyniki kierowców |
| 1979  |                    |        |              | Belgia                               | Wielka Brytania                      | Wielka Brytania                      | Wielka Brytania                      | Wielka Brytania                      | Wielka Brytania                      | Holandia                             | Wielka Brytania                      | Wielka Brytania                      | Francja                              | Wielka Brytania                      | Wielka Brytania                      | Wielka Brytania                      | Wielka Brytania                      | Wielka Brytania                      | Pkt.             | Msc.             |
| ----- | ------------------ | ------ | ------------ | ------------------------------------ | ------------------------------------ | ------------------------------------ | ------------------------------------ | ------------------------------------ | ------------------------------------ | ------------------------------------ | ------------------------------------ | ------------------------------------ | ------------------------------------ | ------------------------------------ | ------------------------------------ | ------------------------------------ | ------------------------------------ | ------------------------------------ | ---------------- | ---------------- |
| 1979  | Graham Eden Racing | Ford   | Tiff Needell | 2                                    | 10                                   | NU                                   | 7                                    | -                                    | -                                    | 8                                    | -                                    | -                                    | -                                    | NU                                   | -                                    | -                                    | -                                    | 6                                    | 7                | 10               |
| 1979  | Graham Eden Racing | Ford   | Ray Mallock  | -                                    | -                                    | -                                    | -                                    | NU                                   | -                                    | -                                    | -                                    | -                                    | -                                    | -                                    | -                                    | -                                    | -                                    | -                                    | 0                | NS               |
| 1979  | Graham Eden Racing | Ford   | David Leslie | -                                    | -                                    | -                                    | -                                    | -                                    | -                                    | -                                    | 14                                   | 4                                    | -                                    | NW                                   | NU                                   | -                                    | -                                    | -                                    | 3                | 18               |
| 1979  | Graham Eden Racing | Ford   | Kim Mather   | -                                    | -                                    | -                                    | -                                    | -                                    | -                                    | -                                    | -                                    | -                                    | -                                    | -                                    | -                                    | NW                                   | NU                                   | -                                    | 0 (4)            | 14               |
| 1980  |                    |        |              | Wielka Brytania                      | Wielka Brytania                      | Wielka Brytania                      | Wielka Brytania                      | Wielka Brytania                      | Włochy                               | Wielka Brytania                      | Wielka Brytania                      | Wielka Brytania                      | Wielka Brytania                      | Wielka Brytania                      | Wielka Brytania                      |                                      |                                      |                                      | Pkt.             | Msc.             |
| 1980  | Graham Eden Racing | Ford   | Mike Wilds   | -                                    | -                                    | -                                    | -                                    | -                                    | -                                    | -                                    | -                                    | -                                    | -                                    | -                                    | 4                                    |                                      |                                      |                                      | 3                | 14               |